# Васильев, Борис Львович
Бори́с Льво́вич Васи́льев (21 мая 1924, Смоленск, СССР — 11 марта 2013, Москва, Россия) — советский писатель, сценарист.  Участник Великой Отечественной войны.

## Биография
Отец — Лев Александрович Васильев (1892—1968) — кадровый офицер Русской императорской армии, впоследствии в Красной армии. Мать — Елена Николаевна Алексеева (1892—1978), из дворян.

Мемориальная доска в Смоленске. Скульптор П. А. Фишман

Учился в Смоленске в средней школе № 13 (на здании размещена мемориальная доска).
В 1934 году его отца по службе перевели в Воронеж.
В 1941 году Борис Васильев окончил 9-й класс воронежской Образцовой средней школы № 5 (ныне — средняя школа № 28, на здании со стороны улицы Фридриха Энгельса размещена мемориальная доска в память о Б. Л. Васильеве). С началом Великой Отечественной войны Борис Васильев ушёл на фронт добровольцем в составе истребительного комсомольского батальона, 3 июля 1941 года батальон направлен под Смоленск, где попал в окружение. Васильев самостоятельно вышел из окружения в начале октября 1941 года. Получил направление в полковую кавалерийскую школу, а затем — в пулемётную школу, после окончания которой служил в 8-м гвардейском воздушно-десантном полку 3-й гвардейской воздушно-десантной дивизии. Во время воздушного десанта под Вязьмой 16 марта 1943 года он попал на минную растяжку и с тяжёлой контузией был доставлен в госпиталь. После этого ранения и его излечения, Васильев осенью 1943 года направлен на учёбу в Военную академию бронетанковых и механизированных войск имени И. В. Сталина.
В 1946 году окончил инженерный факультет академии, работал испытателем колёсных и гусеничных машин на Урале. Уволен в запас из рядов ВС Союза ССР в 1954 году в воинском звании капитан-инженер.
Литературным дебютом Васильева стала пьеса «Танкисты» (1954), посвящённая смене поколений в послевоенной армии страны. Спектакль, получивший название «Офицер» после двух пробных постановок в Театре Советской Армии, с декабря 1955 года не ставился. Васильев продолжает осваивать драматургию и пробует свои силы как сценарист. После окончания Васильевым студии при Госкино СССР по его сценариям поставлены художественные фильмы: «Очередной рейс» (1958), «Длинный день» (1960). В 1971 году на экраны вышел фильм «Офицеры», получивший широкую известность в СССР. Писал сценарии для КВН, подтекстовки к киножурналам.
Первое прозаическое произведение Бориса Васильева — повесть «Иванов катер» — принята к публикации в журнале «Новый мир» в 1967 году, но опубликована лишь в 1970 году (№ 8—9). Повесть экранизирована режиссёром Марком Осепьяном в 1972 году, но картина была «положена на полку» и в прокат вышла только в 1987 году.
Наибольшую известность писатель приобрёл в 1969 году после публикации в журнале «Юность» (№ 8) повести «А зори здесь тихие…». Васильев вспоминал, что Борис Полевой, прочитав рукопись, сделал всего два замечания (заменить «шмайссер» на «автомат» и «еловый корень» на «выворотень») и немедленно подписал её в номер. С этого момента писатель часто публиковался в журнале «Юность».
В 1970 году повесть «А зори здесь тихие…» перенесена на сцену театра на Таганке и стала одной из самых известных постановок 1970-х годов. В 1972 году произведение экранизировано Станиславом Ростоцким. Впоследствии писатель постоянно обращался в своём творчестве к теме Великой Отечественной войны и военного поколения советских людей и уделял в своём творчестве внимание современным острым социальным темам.
В 1989―1991 годах был народным депутатом СССР, избранным от Союза кинематографистов СССР, и членом Комиссии Совета Национальностей Верховного Совета СССР по вопросам развития культуры, языка, национальных и интернациональных традиций, охраны исторического наследия.
Являлся членом Союза писателей Москвы и Союза кинематографистов России, академиком Российской академии кинематографических искусств «Ника».
В последние годы жизни он обратился к жанру исторического романа и выпустил ряд книг из ранней истории Руси.

### Личная жизнь
Жена (с 1945 года) — Зоря Альбертовна По́ляк (1926—2013), конструктор и телевизионный редактор; послужила прототипом Сони Гурвич («А зори здесь тихие…») и Искры Поляковой («Завтра была война»). Умерла от бронхита в реанимации больницы. Писатель очень тяжело перенёс её смерть и пережил её всего на пару месяцев.

Последовательный антисталинист. В одном из интервью изданию The New Times утверждал:
Сталин был тупица. В армии он никогда в жизни не служил. Он не понимал, что такое армия. Он карту читать не мог. Ему Шапошников — начальник Генерального штаба — всё объяснял по карте. Легендами овеян «великий Сталин». А товарищ Сталин был дурак, похлеще Гитлера…
В октябре 1993 года подписал «Письмо сорока двух» в поддержку силового разгона Съезда народных депутатов России и Верховного Совета России.
Жил в Москве на Часовой улице, дом 5-Б. Скончался 11 марта 2013 года в Москве на 89-м году жизни. Причиной смерти писателя стала хроническая мерцательная аритмия 3-й степени, которая привела к недостаточности кровообращения. 14 марта похоронен на Ваганьковском кладбище, рядом с супругой (43 участок).

## Мнения

### Положительные
Лев Аннинский:

А все-таки Борис Васильев — совершенно уникальная фигура. Начиная с самой первой его вещи и всего, что он потом публиковал…  Он совершенно наособицу был, своеобычно смотрел на войну. «А зори здесь тихие…»... Какие «зори»? Кровь кругом. А вот он видел, видел девочек этих, которые не должны были убивать или быть убитыми. Видел, как они сквозь всё это человеческое проносят. Я горюю по Борису Васильеву. Вечная ему память и вечная слава в русской культуре.
Александр Архангельский:

Это достойная проза. Вряд ли будешь перечитывать его роман «В списках не значился» или рассказ «Вы чьё, старичьё?». Но это такая крепкая, основательная, очень ясная проза, которая запоминается с первого раза.
Леонид Зорин:

Прекрасный писатель, прекрасный человек. Душевно строгий, очень благородный. Человек огромного внутреннего достоинства, настоящий литератор, который вел настоящую писательскую жизнь. Для него существовал только письменный стол и никакого желания публичной деятельности.
Арсений Замостьянов отмечал: 
Ведь его проза близка к эмоциональным законам поэзии, когда правда эмоций важнее рассудочной достоверности. Васильева критиковали: «Такого не бывает. Как могли пять девчонок остановить шестнадцать гитлеровских волков?» А он и не гнался за жизнеподобием. Его литературная стихия была иной – романтической. Он шёл не от рассуждений, даже не от пейзажа, а от чувств, от слёз, которые передаются как электрический разряд – от автора его героям, от них – тем, кто погружался в книгу. Чтобы гибель героини становилась чёрным событием в жизни читателя. И одна короткая повесть превратила Васильева во властителя дум – с этого времени каждой его публикации ждали. <...> Васильев был первоклассным прозаиком, настоящим мастером – и в то же время принадлежал к массовой литературе, к литературе, которую ждут миллионы людей. <...> Его герои – благородные, бесстрашные, молодые – притягивают нас и сегодня. И мы верим им сильнее, чем скептикам.

### Критика
Васильева критиковала Валерия Новодворская: 
А вот Борис Васильев, Василь Быков, Кондратьев — это не социалистический реализм, а социалистический романтизм, по нехитрой формуле: "В жизни всегда есть место подвигу". В жизни — есть, а в Совдепии — нет.
Критик Денис Горелов в «Литературной газете» отмечает, что Васильев был «истовым эротоманом с молочножелезной фиксацией»:

Уже в 1987 году, когда можно стало высказаться по-всякому, писатель-фронтовик Евгений Носов писал на этих вот страницах «ЛГ»: «Когда пуля попадает в живот, взрослые мужики плачут и зовут маму, а не поют романс «Он говорил мне: «Будь ты моею», и буду жить я, страстью сгорая». Потому что это так больно, что словами не передать». И вообще отозвался о фильме зло. Но Борис Васильев был автором романтического склада и, как все романтики, реальность не жаловал, а питался ею для постройки хватающих за душу фантомов и бередящих сердце химер. Во имя контрастного столкновения барышень с немецким десантом он начисто переписал историю, географию, тактику войск в обороне и тому подобную прозу, мешающую жертвенной героике.
Игорь Дедков так отзывался о романе «Не стреляйте белых лебедей»:

Надежда читателя романа соприкоснуться — по старомодной привычке — с миром, хотя бы в известных пределах объективным и самодовлеющим, окажется опрометчивой. Взгляд на героя и тон повествования заданы спервоначалу, все последующее — это версия рассказчика, основанная на тенденциозном отборе фактов, но желающая прослыть правдой. На наших глазах произойдет перелицовка человеческой жизни из романа, которым она всегда была и пребудет, в житие на новый манер.<…>. Но, закрыв роман, пытаешься себя уверить,  что сочинен он каким-то другим человеком. Сочинен из самых  Благородных побуждений, но без должного уважения к реальной сложности современной нашей жизни, к тем её действительным испытаниям, которые она предлагает нашей совести
Отмечается, что при жизни Бориса Васильева довольно много (и достаточно агрессивно) критиковали лица, придерживающиеся национал-патриотических убеждений. К примеру, писатель-фронтовик Владимир Бушин критиковал Васильева за антисталинские высказывания и обвинял писателя во лжи.

## Награды и премии
- Орден «За заслуги перед Отечеством» II степени (14 июля 2004 года) — за выдающиеся заслуги в развитии отечественной литературы и многолетнюю творческую деятельность[23]
- Орден «За заслуги перед Отечеством» III степени (21 мая 1999 года) — за выдающийся вклад в развитие отечественной литературы[24]
- Орден Отечественной войны II степени (11 марта 1985 года)
- Орден Трудового Красного Знамени (7 августа 1981 года)
- Орден Дружбы народов (27 мая 1994 года) — за большой личный вклад в развитие современной литературы и отечественной культуры[25]
- Орден Дружбы народов (16 ноября 1984 года)
- Медаль «За победу над Германией в Великой Отечественной войне 1941—1945 гг.»[26]
- Премия Президента Российской Федерации в области литературы и искусства 1999 года (17 февраля 2000 года)[27]
- Государственная премия СССР (1975) — за фильм «А зори здесь тихие…»
- Премия Ленинского комсомола (1974) — за фильм «А зори здесь тихие…»
- Почётная грамота Президента Российской Федерации (23 марта 2009 года) — за большой вклад в развитие отечественной литературы и культуры, многолетнюю творческую деятельность[28]
- Памятный приз Венецианского кинофестиваля (1972) — за фильм «А зори здесь тихие…»
- Главный приз Всесоюзного кинофестиваля (1973) — за фильм «А зори здесь тихие…»
- Премия имени А. Д. Сахарова «За гражданское мужество» (1997)
- Премия «Ника» в номинации «Честь и достоинство» (2002)
- Специальный приз «За честь и достоинство» литературной премии «Большая книга» (2009)[29]
- Независимая премия движения имени академика А. Д. Сахарова «Апрель»
- международная литературная премия «Москва-Пене»
- премия Союза писателей Москвы «Венец»

## Сочинения

### Собрания сочинений
- Собрание сочинений в трёх томах. — М.: Любимая Россия, 2004.
- Собрание сочинений в восьми томах. — М.: «Русич», 1994. — Т. 1—5
- Собрание сочинений в пяти томах. — М.: Вагриус, 1999. — 5000 экз.
- Избранное в двух томах. — М., 1988.

### «Романы о Древней Руси»
- «Вещий Олег» (1996)
- «Александр Невский» (1997)
- «Ольга, королева русов» (2001)
- «Князь Ярослав и его сыновья» (2004)
- «Князь Святослав» (2006)
- «Владимир Красное Солнышко» (2007)
- «Государева тайна» (2009)
- «Владимир Мономах» (2010)

### «История рода Олексиных»
- «Были и небыли» (1980)
- «И был вечер, и было утро» (1987)
- «Ровесница века» (1988)
- «Дом, который построил Дед» (1993)
- «Утоли моя печали» (1997)
- «Картёжник и бретёр, игрок и дуэлянт» (1998)
- «Скобелев, или Есть только миг…» (2000)

## Театральные постановки
- 1970 — «А зори здесь тихие» — Ленинградский театр юного зрителя (Режиссёр — Семён Димант).
- 1970 — «А зори здесь тихие» — Омский театр для детей и молодёжи
- 1971 — «А зори здесь тихие» — Театр драмы и комедии на Таганке, Москва; постановка Юрия Любимова
- 1971 — «А зори здесь тихие» — Центральный Театр Советской Армии, Москва
- 1971 — «В списках не значился» — Омский театр для детей и молодёжи
- 1975 — «В списках не значился» — «Ленком»; инсценировка Юрия Визбора, постановка Марка Захарова
- 1977 — «А зори здесь тихие» — Театральная студия «Пришельцы», г. Павлоград (ныне — театр им. Б. Е. Захавы), постановка Анатолия Ревы
- 1985 — «Завтра была война» — театр им. В. Маяковского
- 2005 — «Завтра была война» — Иркутский драматический театр имени Н. П. Охлопкова; постановка Геннадия Шапошникова, в ролях: Искра Полякова — Н. Савина, Ромахин — Н. Дубаков, Валентина Андроновна — Н. Королёва и др.
- 2005 — «Завтра была война» — Театр юношеского творчества, Санкт-Петербург
- 2010 — «А зори здесь тихие» — Театр юношеского творчества, Санкт-Петербург
- 2010 — «А зори здесь тихие», музыкальная драма А. Кротова по мотивам повести — Новосибирский театр музыкальной комедии[31]
- 2011 — «А зори здесь тихие» — Санкт-Петербургский театр «Мастерская»
- 2012 — «Завтра была война» — Театральная студия социального спектакля «КЭВС», Санкт-Петербург
- 2013 — «А зори здесь тихие» — Театральная студия социального спектакля «КЭВС», Санкт-Петербург
- 2012 — «А зори здесь тихие» — Борисоглебский драматический театр им. Н. Г. Чернышевского
- 2011—2013 — «А зори здесь тихие» — Театральная студия «Мистерия» во Дворце детей и молодёжи, Тверь
- 2015 — «Завтра Была Война» — Учебный театр Пермской Государственной Академии искусства и культуры, Пермь
- 2015 — «Завтра была война» — Самарский академический театр драмы
- 2015 — «Ты — моё воскресение» по рассказу «Пятница» — Театральная Компания Ковчег, негосударственный театр-студия Ленинградской области, спектакль Победитель Дельфийских игр России 2015 года в номинации «ТЕАТР»
- 2015 — «Завтра на войне не бывает» по повести «А зори здесь тихие» — Кукольно-драматическая студия Галактика, город Минск, Беларусь.
- 2022 — «Завтра была война» — Ульяновский Молодёжный театр им. Бориса Александрова

## Фильмография
- «Очередной рейс» (1958)
- Сержанты (1958)
- «Длинный день» (1961)
- «След в океане» (1964)
- «Королевская регата» (1966)
- «На пути в Берлин» (1969)
- «А зори здесь тихие» (ТВ) (1970)
- «Офицеры» (1971)
- «А зори здесь тихие» (1972)
- «Самый последний день» (1972)
- «Иванов катер» (1972)
- «Самый последний день» (телеспектакль) (1973)
- «Одиночество» (ТВ) (1974)
- «Аты-баты, шли солдаты…» (1976)
- «Не стреляйте в белых лебедей» (1980)
- «Вы чьё, старичьё?» (1982)
- «Подсудимый» (1985)
- «По зову сердца» (1986)
- «Наездники» (1987)
- «Завтра была война» (1987)
- «Вы чьё, старичьё?» (1988)
- «Завтра была война» (телеспектакль) (1990)
- «В той области небес…» (1992)
- «Я — русский солдат» (1995)
- «А зори здесь тихие» (телесериал) (КНР, 2005)
- «Доблесть» (там. Peranmai, Индия, 2009)
- «А зори здесь тихие» (2015)
- «Неоконченный бой» («Неопалимая купина») (телесериал) (2019)
- «В списках не значился» (2025)

## Рецензии
- Баранов В. Развитие или хождение по кругу? (1973)
- Блажнова Т. Внуки разберутся: [К выходу книги Бориса Васильева «Вещий Олег»]. (1997)
- Борисова И. Напоминание. (1969)
- Воронов В. Серьёзный дебют. (1970)
- Дедков И. Сказание о Егоре Бедоносце. (1973)
- Дементьев А. Военная проза Бориса Васильева. (1983)
- Ковский В. Живая жизнь романа. (1977)
- Латынина А. Частный человек в истории. (1978)
- Левин Ф. Четверть века назад. (1970)
- Полотовская И. Л. В списках значится: Васильев Б. Л. (Жизнеописание. Библиография. Сценография) // Библиография. — 2005. — № 2. — C. 75—88
- Уварова Л. Сила доброты. (1973)
- Юдин В. Если в разведку — то с ним!: О творческом пути писателя Бориса Васильева. (1985)

## Память
- 21 мая 2014 года в городе Смоленске, на здании бывшей средней школы № 13, где учился Борис Васильев (ул. Большая Советская, дом 27/20) установлена мемориальная доска. Автор — скульптор Петр Фишман. В тот же день в Смоленске, в сквере на пересечении улиц Тухачевского и Докучаева, открыт бюст Б. Л. Васильева (автор — скульптор Валерий Гращенков).
- 23 мая 2014 года установлена мемориальная доска в городе Воронеже, на фасаде школы № 28, где учился Борис Васильев (улица Фридриха Энгельса, дом 23).
- 21 июня 2018 года в Москве на доме, где жил Борис Васильев (Часовая улица, 5Б) установлена мемориальная доска[32].
- 15 ноября 2018 года Центральной детской библиотеке города Солнечногорска Московской области присвоено имя Бориса Львовича Васильева[33].